# 1459
Évszázadok: 14. század – 15. század – 16. század
Évtizedek: 1400-as évek – 1410-es évek – 1420-as évek – 1430-as évek – 1440-es évek – 1450-es évek – 1460-as évek – 1470-es évek – 1480-as évek – 1490-es évek – 1500-as évek
Évek: 1454 – 1455 – 1456 – 1457 –  1458 – 1459 – 1460 – 1461 – 1462 – 1463 – 1464

## Események

### Határozott dátumú események
- február 17. – A Mátyás ellen lázadó Garai-Újlaki liga Németújváron pártot üt.
- március 4. – A lázadók Körmendnél megverik Mátyás vezérének, Nagy Simonnak seregét.
- április 12. – Mátyás serege Körmendnél megveri a lázadókat. Garai László meghal, Újlaki a király híve lesz.
- június 29. – A törökök elfoglalják az al-dunai Szendrő várát, a szerb királyok egykori székhelyét, teljessé téve ezzel Szerbia meghódítását.
- augusztus – III. Frigyes császár fegyverszünetet köt Mátyással.
- szeptember 20. – Hivatalos dokumentumok először említik Bukarestet.
- szeptember 23. – A Blore Heath-i csata. A Richard Neville, Salisbury grófja vezette yorki sereg legyőzi a Lancastereket. Elesik James Tuchet, Audley bárója.
- október 4. – I. Sarolta ciprusi királynő Nicosiában feleségül megy elsőfokú unokatestvéréhez, Savoyai Lajos genfi grófhoz, I. Lajos savoyai herceg és Lusignan Anna ciprusi királyi hercegnő másodszülött fiához.
- október 7. – Savoyai Lajos genfi grófot Nicosiában ciprusi királlyá koronázzák.
- október 12. – Plantagenet Richárd yorki herceg Írországba, Richard Neville, Warwick grófja Calais-ba menekül.

### Határozatlan dátumú események
- A tavasz folyamán elkészül Mátyás magyar király bírói pecsétje.
- Mátyás két ízben vet ki rendkívüli adót (½, 1 forintot).

## Születések
- február 1. – Conrad Celtes német humanista és költő († 1508)
- március 22. – I. Miksa német-római császár († 1558)
- március 2. – VI. Adorján pápa [† 1523)[1]
- október 6. – Martin Behaim, tengerész, földrajztudós († 1507)
- december 27. – I. János lengyel király († 1501)
- Paul Hofhaimer osztrák orgonista, zeneszerző
- Jean Mouton francia zeneszerző

## Halálozások
- október 10. – Gianfrancesco Poggio Bracciolini humanista (* 1380)